# Уиткрофт, Стивен
Стивен Г. Уиткрофт (англ. Stephen G. Wheatcroft; род. 1 июня 1947 года) — австралийский историк, профессор школы исторических исследований в Университете Мельбурна.

## Научная деятельность
Занимается изучением русской дореволюционной и советской социальной, экономической и демографической истории, а также истории голода и продовольственных проблем в современной мировой истории, влияния СМИ на историю, а также последних изменений в российском и украинском обществе. Много трудов посвятил исследованию т. н. «разрыва Курмана» — зафиксированный Центральным управлением народно-хозяйственного учета (ЦУНХУ) Госплана СССР по годам в период между переписями 1926 и 1937 годов рост народонаселения (рождаемость минус смертность) превышал рост этого же показателя, который следовал из сопоставления результатов переписей 1926 и 1937 годов. Разница определялась цифрой в 8 млн человек и была названа по фамилии заместителя начальника отдела населения и здравоохранения ЦУНХУ СССР М. В. Курмана, который первым сделал попытку объяснить, куда делись миллионы советских граждан, присутствие которых якобы «не заметила» перепись 1937 года. Итоговые результаты исследований С. Уиткрофта российский ученый-аграрник В. П. Данилов поместил в виде статистического приложения «О демографических свидетельствах трагедии советской деревни в 1931—1933 гг.» к 3-му тому редактируемого им 5-томного сборника документов и материалов «Трагедия советской деревни. Коллективизация и раскулачивание» (2001). Масштабы повышенной (вне обычной) смертности на Украине с 1933 года. Уиткрофт оценивает в диапазоне от 3 до 3,5 млн человек.
В 2005 году Уиткрофт был избран членом Академии общественных наук Австралии.

## Научные труды

### Монографии
- R. W. Davies, Mark Harrison, S. G. Wheatcroft «The Economic Transformation of the Soviet Union, 1913—1945», Cambridge University Press, 1994, ISBN 0-521-45152-3
- R. W. Davies and S. G. Wheatcroft «The Years of Hunger: Soviet Agriculture, 1931-33», 2004
  - Роберт Дэвис, Стивен Уиткрофт Годы голода. Сельское хозяйство СССР, 1931—1933. — Российская политическая энциклопедия, 2011. — 544 с. — ISBN 978-5-8243-1597-4
- (соавтор, публикация архивных документов) «The Tragedy of the Soviet Village, 1927—1939» на русском языке
- Challenging Traditional Views of Russian History (Palgrave Macmillan, 2002)

### Статьи
- Wheatcroft, S. G. More light on the scale of repression and excess mortality in the Soviet Union in the 1930s (англ.) // Soviet Studies : journal. — 1990. — Vol. 42, no. 2. — P. 355—367. — doi:10.1080/09668139008411872. — JSTOR 152086.
- Davies, R. W.; Tauger, M. B.; Wheatcroft, S. G. Stalin, Grain Stocks and the Famine of 1932-1933 // Slavic Review. — 1995. — Т. 54, № 3. — С. 642—657. — doi:10.2307/2501740. — JSTOR 2501740.
- Wheatcroft, S. G. The Scale and Nature of German and Soviet Repression and Mass Killings, 1930–45 (англ.) // Europe-Asia Studies : journal. — 1996. — Vol. 48, no. 8. — P. 1319—1353. — doi:10.1080/09668139608412415. — JSTOR 152781.
- Wheatcroft, S. G. A Further Note of Clarification on the Famine, the Camps and Excess Mortality (англ.) // Europe-Asia Studies : journal. — 1997. — Vol. 49, no. 3. — P. 503—505. — doi:10.1080/09668139708412456.
- Wheatcroft, S. G. Victims of Stalinism and the Soviet Secret Police: The Comparability and Reliability of the Archival Data. Not the Last Word (англ.) // Europe-Asia Studies : journal. — 1999. — Vol. 51, no. 2. — P. 315—345. — doi:10.1080/09668139999056.
- Wheatcroft, S. G. The Scale and Nature of Stalinist Repression and its Demographic Significance: On Comments by Keep and Conquest (англ.) // Europe-Asia Studies : journal. — 2000. — Vol. 52, no. 6. — P. 1143—1159. — doi:10.1080/09668130050143860. — PMID 19326595.
- Wheatcroft, S. G. Towards Explaining the Soviet Famine of 1931–1933: Political and Natural Factors in Perspective (англ.) // Food and Foodways : journal. — 2004. — Vol. 12, no. 2—3. — P. 107—136. — doi:10.1080/07409710490491447.
- Davies, R. W.; Wheatcroft, S. G. Stalin and the Soviet Famine of 1932-1933: A Reply to Ellman (англ.) // Europe-Asia Studies : journal. — 2006. — Vol. 58, no. 4. — P. 625—633. — doi:10.1080/09668130600652217.
- Wheatcroft, Stephen. The Turn Away from Economic Explanations for Soviet Famines (англ.) // Contemporary European History[англ.] : journal. — 2018. — Vol. 27, no. 3. — P. 465—469. — doi:10.1017/S0960777318000358.
- Уиткрофт С. Показатели демографического кризиса в период голода // Голод в СССР. 1929—1934: в 3 т. Т. 3: Лето 1933—1934 / отв. сост. В. В. Кондрашин. М., 2013.